# Franco Signorelli
Franco Signorelli (Mérida, 1º gennaio 1991) è un calciatore venezuelano, centrocampista svincolato.

## Carriera

### Club
Cresciuto nelle giovanili degli Azzurri, fa il suo debutto tra i professionisti il 18 dicembre 2010 nella gara esterna persa per 2-1 contro il Torino. Ha giocato 99 partite in Serie B con l'Empoli, con cui nella stagione 2013-2014 ha ottenuto la promozione in Serie A. Esordisce nella massima serie il 31 agosto 2014 nella gara esterna persa 2-0 contro l'Udinese, subentrando al 70º minuto al posto di Matías Vecino.
L'8 febbraio 2015 segna il suo primo gol in Serie A nella vittoria per 2-0 contro il Cesena.
Il 31 agosto seguente passa in prestito alla Ternana in Serie B, terminando il campionato con 17 presenze senza reti.
Il 31 agosto 2016 viene acquistato a titolo definitivo dallo Spezia; il 22 agosto 2017 la Salernitana annuncia di aver acquistato a titolo definitivo il centrocampista dal club ligure.
Il 4 febbraio 2020 dopo essersi svincolato dal Voluntari il centrocampista torna in Italia e firma con la Vibonese.
Il 21 agosto 2020 viene ingaggiato dalla Turris, che a partire dalla stagione 2020-2021, tornerà a disputare un campionato di Serie C a distanza di 22 anni.
Il 1º luglio 2022, Signorelli scende di categoria, firmando in Serie D con il Ghiviborgo, dove ritrova come allenatore un suo ex compagno ai tempi dell'Empoli, ovvero Massimo Maccarone.

### Nazionale
Il 2 settembre 2011 viene convocato a Calcutta, in India, per l'amichevole Venezuela-Argentina 0-1, senza tuttavia scendere in campo. Il 9 settembre 2014, fa il suo debutto ufficiale nell'amichevole contro il Giappone, match finito per 3-0 per i nipponici.
Viene convocato nuovamente per il 4 settembre 2015.

## Statistiche

### Presenze e reti nei club
Statistiche aggiornate al 18 maggio 2018.
| Stagione        | Squadra         | Campionato      | Campionato | Campionato | Coppe nazionali | Coppe nazionali | Coppe nazionali | Coppe continentali | Coppe continentali | Coppe continentali | Altre coppe | Altre coppe | Altre coppe | Totale | Totale |
| Stagione        | Squadra         | Comp            | Pres       | Reti       | Comp            | Pres            | Reti            | Comp               | Pres               | Reti               | Comp        | Pres        | Reti        | Pres   | Reti   |
| --------------- | --------------- | --------------- | ---------- | ---------- | --------------- | --------------- | --------------- | ------------------ | ------------------ | ------------------ | ----------- | ----------- | ----------- | ------ | ------ |
| 2010-2011       | Empoli          | B               | 10         | 1          | CI              | 1               | 0               | -                  | -                  | -                  | -           | -           | -           | 11     | 1      |
| 2011-2012       | Empoli          | B               | 19+2       | 2          | CI              | 3               | 0               | -                  | -                  | -                  | -           | -           | -           | 24     | 2      |
| 2012-2013       | Empoli          | B               | 34+3       | 3          | CI              | 0               | 0               | -                  | -                  | -                  | -           | -           | -           | 37     | 3      |
| 2013-2014       | Empoli          | B               | 33         | 0          | CI              | 2               | 0               | -                  | -                  | -                  | -           | -           | -           | 35     | 0      |
| 2014-2015       | Empoli          | A               | 13         | 1          | CI              | 2               | 0               | -                  | -                  | -                  | -           | -           | -           | 15     | 1      |
| ago. 2015       | Empoli          | A               | 1          | 0          | CI              | 0               | 0               | -                  | -                  | -                  | -           | -           | -           | 1      | 0      |
| Totale Empoli   | Totale Empoli   | Totale Empoli   | 110+5      | 7          |                 | 8               | 0               |                    | -                  | -                  | -           | -           | -           | 123    | 7      |
| ago. 2015-2016  | Ternana         | B               | 17         | 0          | CI              | -               | -               | -                  | -                  | -                  | -           | -           | -           | 17     | 0      |
| 2016-2017       | Spezia          | B               | 13         | 0          | CI              | 0               | 0               | -                  | -                  | -                  | -           | -           | -           | 13     | 0      |
| 2017-2018       | Salernitana     | B               | 21         | 0          | CI              | 1               | 0               | -                  | -                  | -                  | -           | -           | -           | 22     | 0      |
| Totale carriera | Totale carriera | Totale carriera | 161+5      | 7          |                 | 9               | 0               |                    | -                  | -                  | -           | -           | -           | 175    | 7      |

### Cronologia presenze e reti in nazionale
| Cronologia completa delle presenze e delle reti in nazionale ― Venezuela | Cronologia completa delle presenze e delle reti in nazionale ― Venezuela | Cronologia completa delle presenze e delle reti in nazionale ― Venezuela | Cronologia completa delle presenze e delle reti in nazionale ― Venezuela | Cronologia completa delle presenze e delle reti in nazionale ― Venezuela | Cronologia completa delle presenze e delle reti in nazionale ― Venezuela | Cronologia completa delle presenze e delle reti in nazionale ― Venezuela | Cronologia completa delle presenze e delle reti in nazionale ― Venezuela |
| Data                                                                     | Città                                                                    | In casa                                                                  | Risultato                                                                | Ospiti                                                                   | Competizione                                                             | Reti                                                                     | Note                                                                     |
| ------------------------------------------------------------------------ | ------------------------------------------------------------------------ | ------------------------------------------------------------------------ | ------------------------------------------------------------------------ | ------------------------------------------------------------------------ | ------------------------------------------------------------------------ | ------------------------------------------------------------------------ | ------------------------------------------------------------------------ |
| 9-9-2014                                                                 | Yokohama                                                                 | Giappone                                                                 | 3 – 0                                                                    | Venezuela                                                                | Amichevole                                                               | -                                                                        | 76’                                                                      |
| 15-11-2014                                                               | Talcahuano                                                               | Cile                                                                     | 5 – 0                                                                    | Venezuela                                                                | Amichevole                                                               | -                                                                        | 85’                                                                      |
| 4-9-2015                                                                 | Puerto Ordaz                                                             | Venezuela                                                                | 0 – 3                                                                    | Honduras                                                                 | Amichevole                                                               | -                                                                        | 78’                                                                      |
| Totale                                                                   |                                                                          | Presenze                                                                 | 3                                                                        |                                                                          | Reti                                                                     | 0                                                                        |                                                                          |